# Jean-Paul Orosco
Pour les articles homonymes, voir Orosco.
Jean-Paul Orosco né à Maison-Carrée (El Harrach), le 4 novembre 1925 et mort à Toulon le 22 janvier 1984 est un amiral français.

## Biographie
Jean-Paul Orosco sort de l'École navale en 1943. Au cours de sa carrière, il sera inspecteur général des armées, préfet maritime de Toulon et membre du Conseil supérieur de la Marine (1982).
En son hommage, un square en bordure de la rade de Toulon porte son nom.